# Weverton
Weverton Pereira da Silva (Rio Branco, 13 de dezembro de 1987) é um futebolista brasileiro que atua como goleiro. Defende o Palmeiras.

## Carreira

### Início
Nascido em Rio Branco, no Acre, Weverton surgiu nas categorias de base do Juventus do Acre. Participou da Copa São Paulo de Futebol Júnior pelo clube, onde ganhou destaque no jogo contra o Corinthians, sendo eleito o melhor em campo.

### Corinthians
Entre 2006 e 2007 ficou nas categorias de base do Corinthians. Após se destacar na base do Timão, Weverton subiu ao profissional como terceiro goleiro, sendo reserva de Felipe e Júlio César.
No entanto, o técnico Mano Menezes promoveu Rafael Santos ao elenco profissional e Weverton passou a ser o quarto goleiro da equipe, fato que o desagradou e o fez querer deixar o clube.

### Empréstimos
Sem disputar sequer uma partida pelo Corinthians em 2008, Weverton foi emprestado em 2009 ao Oeste e depois ao América de Natal.[carece de fontes?]

### Botafogo-SP

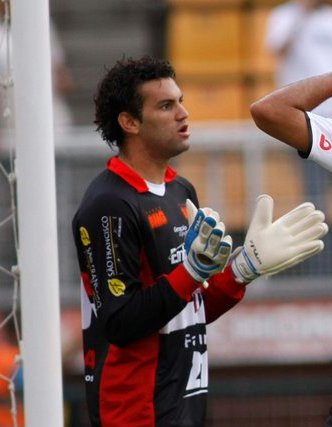
Weverton, em 2010, defendendo o Botafogo de Ribeirão Preto.

Retornou a São Paulo para jogar no Botafogo-SP. Foi campeão do Campeonato Paulista do Interior pelo clube de Ribeirão Preto. Logo depois surgiram propostas, até o jogador ser anunciado como novo reforço da Portuguesa.

### Portuguesa de desportos
Na Portuguesa, Weverton estreou na Série B de 2010 contra o Icasa, na vitória por 3–1. Destacou-se na temporada de 2011, sendo campeão brasileiro da Série B.
No dia 19 de maio de 2012, Weverton despediu-se da Lusa no jogo contra o Palmeiras, pelo Campeonato Brasileiro, onde a partida terminou em 1–1. O goleiro afirmou que a diretoria não o procurou para renovar o contrato que vencia no dia 25.
| “ | O Jorginho pedia desde o fim do ano a minha renovação de contrato, mas a diretoria sempre deixava para depois. Aí fica difícil. Tive de pensar na minha família e na minha tranquilidade. Se eu não estivesse bem, o clube me mandaria embora. É assim que o futebol funciona. | ” |

### Athletico Paranaense
Chegou ao Athletico Paranaense em 2012, após o término do seu contrato com a Lusa. Pelo Furacão realizou sua estreia junho diante do Goiás, num empate por 0–0 pela Série B. Seguiu como titular do rubro-negro no restante da temporada, mesmo contestado por parte da torcida. No dia 24 de novembro, após um empate por 1–1 diante do rival Paraná, conquistou o retorno à Série A.
Em 2013, ao lado de nomes como Paulo Baier, Éderson, Marcelo Cirino e Manoel, foi destaque do Furacão na temporada em que o time foi vice-campeão da Copa do Brasil e terceiro colocado no Campeonato Brasileiro, que resultou numa classificação para a Libertadores do ano seguinte.
Com as saídas de Paulo Baier e Manoel no ano seguinte, que foram para o Criciúma e Cruzeiro, respectivamente, Weverton assumiu ao posto de capitão do time. Pelo Athletico-PR se destacou principalmente por ser pegador de pênaltis e por boas defesas. Em outubro de 2015, foi herói na vitória por 1–0 fora de casa, no Maracanã, diante do Fluminense, em que realizou cinco defesas difíceis ao longo do jogo.
Em novembro do mesmo ano, diante do Sport em um empate por 0–0 pelo Campeonato Brasileiro, Weverton atingiu a marca de 200 jogos pelo Furacão.
| “ | Ao longo destes 200 jogos, eu vivi mais alegrias do que tristezas. Espero, de verdade, viver mais 200, 300 jogos, e quem sabe me tornar o goleiro que mais vezes vestiu a camisa do Atlético. Idade e tempo eu tenho. Vamos ver se terei a oportunidade de realizar esse desejo. | ” |

Com sondagens de São Paulo e Internacional e boatos de uma possível saída, o Atlético-PR garantiu a permanência do arqueiro atleticano para a temporada de 2016, com quem vínculo até maio de 2017. Logo depois renovou seu vínculo até maio de 2018. Em 2016, na final do estadual, após vencer por 3 a 0 o rival Coritiba na Arena da Baixada no jogo de ida, e por 2 a 0 no Couto Pereira no jogo da volta, conquistou o Campeonato Paranaense, que foi seu primeiro título com a camisa do Furacão, e pondo fim a jejum de sete anos sem conquistar o título estadual.
Ao longo da temporada foi destaque do Athletico-PR, realizando boas defesas e pegando pênaltis. No Campeonato Brasileiro, foi destaque ao lado de jogadores como Paulo André, Thiago Heleno, Pablo e Hernani. Comandados por Paulo Autuori, o time terminou em quinto lugar e conquistou a classificação para a Copa Libertadores do ano seguinte, tendo a melhor defesa do campeonato ao lado do Palmeiras.

### Palmeiras
A relação de Weverton com o Palmeiras começou em 2016, quando o então diretor de futebol do Palmeiras Alexandre Mattos estava numa viagem destinada a buscar o atacante do Palmeiras Gabriel Jesus. O atacante estava com a delegação do Brasil após partida contra a Colômbia em Manaus, e o então presidente Paulo Nobre exerceu uma operação para trazê-lo para a partida contra o São Paulo, pelo Campeonato Brasileiro no dia seguinte. Weverton, na época no Athletico Paranaense, também fora convocado e a delegação palmeirense aceitou dar uma carona para o goleiro, que iria para Florianópolis. Nessa viagem, Mattos e Weverton firmaram um compromisso verbal de que o arqueiro viria para o Palestra Itália.
No final de 2017, Weverton ainda tinha mais seis meses de contrato com o clube paranaense, mas já havia uma proposta do clube árabe Al-Ittihad. O Palmeiras então apressou-se, e, finalmente, em dezembro, anunciou sua contratação por cinco temporadas. O clube palestrino pagou cerca de R$2 milhões pela contratação de Weverton.
Em 2018, com o técnico Roger Machado, Weverton ganhou a posição de goleiro titular contra o Santos, posição que foi mantida posteriormente pelo técnico Luiz Felipe Scolari, e onde alcançou uma marca histórica no clube e em sua carreira, de nove jogos sem tomar gol. Em novembro do mesmo ano, sagrou-se campeão do Campeonato Brasileiro, conquistando o título com uma rodada de antecedência.
Pela temporada de 2020, no dia 6 de fevereiro, renovou com o Palmeiras até dezembro de 2024. Chegou a 100 jogos pelo clube na vitória por 2–0 sobre o Tigre pela Libertadores, em março. Em 8 de agosto, Weverton foi decisivo na finalíssima do Campeonato Paulista de 2020 entre Palmeiras e Corinthians disputada no Allianz Parque. Após a partida que decidia a competição terminar empatada por 1–1, o goleiro defendeu duas cobranças na disputa por pênaltis e ajudou a equipe alviverde a conquistar o título da competição sobre o seu maior rival. Em 30 de janeiro de 2021, depois de ser decisivo durante toda a campanha da competição, ajudou a levar o Palmeiras ao bicampeonato da Copa Libertadores da América, após vitória por 1 a 0 na final contra o Santos, disputada em jogo único, no Estádio do Maracanã. O segundo título do Palmeiras na Libertadores veio 21 anos após a conquista de 1999, com a equipe realizando a melhor campanha.
Pela temporada de 2021, em agosto, após vitória contra o São Paulo pelas quartas de final da Libertadores, Weverton superou Marcos como o jogador com mais vitórias na competição com a camisa do Palmeiras, com 28. Em novembro, completou 200 jogos com a camisa Alviverde, ocupando a nona posição no ranking de goleiros com mais partidas pelo clube. Em novembro, Weverton conquistou a sua segunda Libertadores pelo Palmeiras, ao vencer a final contra o Flamengo em Montevidéu, no Uruguai.

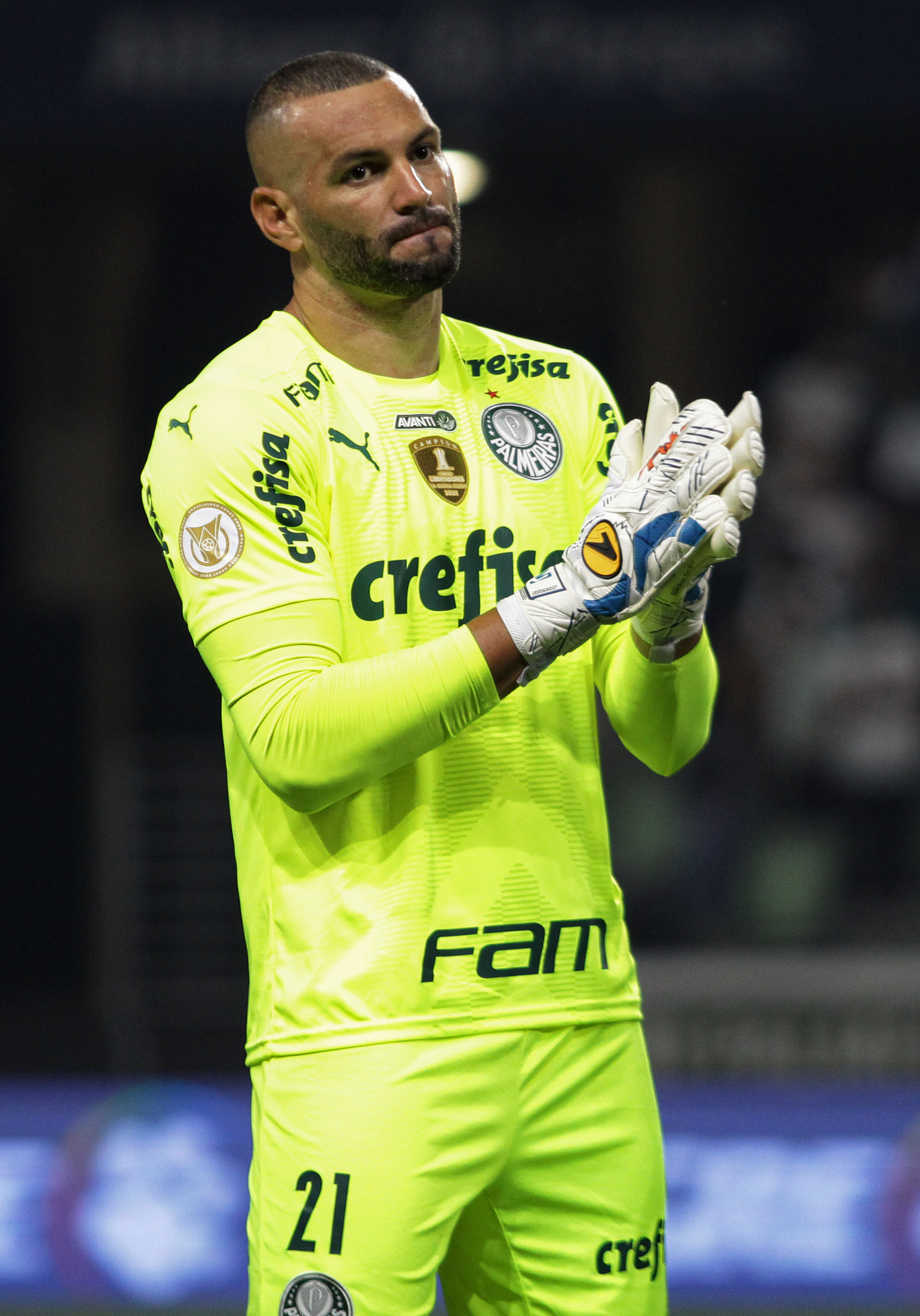
Weverton com o Palmeiras em 2022.

Já em 2022, em janeiro, Weverton teve seu contrato novamente renovado, desta vez, até o final de 2025. Em março, após o Palmeiras vencer o Guarani pelo Campeonato Paulista por 2–0, Weverton chegou a 107 partidas disputadas pelo Palmeiras sem sofrer gol, tornando-se, ao lado de Marcos, o goleiro com mais jogos sem ser vazado no século XXI. Em agosto, ajudou o Palmeiras a vencer a disputa de pênaltis contra o Atlético Mineiro e se classificar para as semifinais da Libertadores pelo terceiro ano seguido, ao defender um pênalti.
Weverton completou trezentos jogos pelo Palmeiras em junho, na vitória por 4–2 sobre o Barcelona de Guayaquil pela Libertadores. Além disso, ele chegou a 57 jogos pelo Alviverde no torneio, empatando com Marcos como o jogador palmeirense com mais partidas na competição. Teve grande atuação no jogo de ida da semifinal da competição contra o Boca Juniors, fazendo boas defesas para garantir o empate por 0–0 no La Bombonera. Foi fundamental para a conquista do Campeonato Brasileiro. No dia 1 de novembro, em partida contra o Botafogo, defendeu um pênalti do atacante Tiquinho Soares aos 37 do segundo tempo, onde o placar apontava 3–1 para a equipe carioca. Com isso, possibilitou que seu time reagisse e virasse o placar para 4X3. Depois disso, o Palmeiras emplacou uma incrível sequência de vitórias, até se consagrar bicampeão brasileiro, garantindo o décimo segundo título de sua história e o terceiro de Weverton com a camisa do clube.
Em janeiro de 2024, o Palmeiras anunciou a extensão do contrato de Weverton por mais um ano, até o fim de 2026. Em fevereiro de 2025, alcançou a marca de quatrocentos jogos com a camisa do Palmeiras.

## Seleção Brasileira

### Olímpica

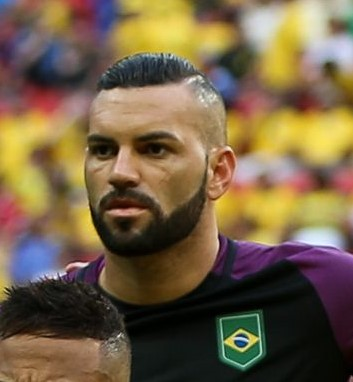
Weverton com a Seleção Olímpica do Brasil nas Olimpíadas de 2016.

Poucos dias antes da abertura dos Jogos Olímpicos de 2016, e com o corte por lesão do goleiro Fernando Prass, Weverton foi convocado para a Seleção Brasileira Olímpica que jogou nas Olimpíadas Rio 2016. Sagrou-se campeão e conquistou a inédita medalha de ouro numa disputa por pênaltis contra a Alemanha, ao defender a última cobrança do atacante Petersen. Em toda a campanha olímpica, Weverton sofreu apenas um gol em seis jogos - justamente na final, marcado por Max Meyer.

### Principal
Após ser destaque nas Olimpíadas, no dia 16 de setembro de 2016 foi convocado pela primeira vez para a Seleção Brasileira principal pelo treinador Tite. Na ocasião, o Brasil disputou dois jogos pelas Eliminatórias da Copa do Mundo de 2018, contra Bolívia e Venezuela, respectivamente.
No dia 19 de janeiro de 2017, Weverton foi novamente convocado para a Seleção Brasileira. Neste dia o técnico Tite divulgou uma lista com 23 nomes para o chamado Jogo da Amizade.
Como este amistoso contra a Colômbia foi agendado fora da Data FIFA, apenas atletas que atuam no futebol brasileiro foram convocados. Neste jogo realizou sua estreia pela seleção principal, em que o Brasil venceu por 1–0.
Foi convocado para a Copa América de 2021, onde atuou os 90 minutos de vitória por 2–1 sobre a Colômbia.
Em 7 de novembro de 2022, Tite anunciou a convocação da Seleção para a Copa do Mundo FIFA de 2022. Entre muitos nomes certos no Catar, o de Weverton foi chamado para disputar o torneio. O goleiro realizou sua estreia na Copa do Mundo no dia 5 de dezembro, substituindo Alisson aos 35 minutos do segundo tempo na goleada por 4–1 contra a Coreia do Sul, em jogo válido pelas oitavas de final.

## Estatísticas
Atualizadas até 14 de janeiro de 2023

### Clubes
| Clube               | Temporada         | Campeonato nacional | Campeonato nacional | Copa nacional[a] | Copa nacional[a] | Competições continentais[b] | Competições continentais[b] | Outros torneios[c] | Outros torneios[c] | Total | Total |
| Clube               | Temporada         | Jogos               | Gols                | Jogos            | Gols             | Jogos                       | Gols                        | Jogos              | Gols               | Jogos | Gols  |
| ------------------- | ----------------- | ------------------- | ------------------- | ---------------- | ---------------- | --------------------------- | --------------------------- | ------------------ | ------------------ | ----- | ----- |
| Corinthians         |                   |                     |                     |                  |                  |                             |                             |                    |                    |       |       |
| 2005                | 0                 | 0                   | 0                   | 0                | 0                | 0                           | 0                           | 0                  | 0                  | 0     |       |
| 2008                | 0                 | 0                   | 0                   | 0                | 0                | 0                           | 0                           | 0                  | 0                  | 0     |       |
| Remo (emp)          |                   |                     |                     |                  |                  |                             |                             |                    |                    |       |       |
| 2007                | 1                 | 0                   | 0                   | 0                | 0                | 0                           | 0                           | 0                  | 1                  | 0     |       |
| Oeste               | 2009              | –                   | –                   | –                | –                | –                           | –                           | 18                 | 0                  | 18    | 0     |
| Oeste               | Total             | 0                   | 0                   | 0                | 0                | 0                           | 0                           | 18                 | 0                  | 18    | 0     |
| América de Natal    | 2009              | 16                  | 0                   | –                | –                | –                           | –                           | –                  | –                  | 16    | 0     |
| América de Natal    | Total             | 16                  | 0                   | 0                | 0                | 0                           | 0                           | 0                  | 0                  | 16    | 0     |
| Botafogo-SP         | 2010              | –                   | –                   | –                | –                | –                           | –                           | 22                 | 0                  | 22    | 0     |
| Botafogo-SP         | Total             | 0                   | 0                   | 0                | 0                | 0                           | 0                           | 22                 | 0                  | 22    | 0     |
| Portuguesa          | 2010              | 29                  | 0                   | –                | –                | –                           | –                           | –                  | –                  | 29    | 0     |
| Portuguesa          | 2011              | 38                  | 0                   | –                | –                | –                           | –                           | 19                 | 0                  | 57    | 0     |
| Portuguesa          | 2012              | 1                   | 0                   | 4                | 0                | –                           | –                           | 14                 | 0                  | 19    | 0     |
| Portuguesa          | Total             | 68                  | 0                   | 4                | 0                | 0                           | 0                           | 33                 | 0                  | 105   | 0     |
| Atlético Paranaense | 2012              | 33                  | 0                   | –                | –                | –                           | –                           | –                  | –                  | 33    | 0     |
| Atlético Paranaense | 2013              | 38                  | 0                   | 13               | 0                | –                           | –                           | 3                  | 0                  | 54    | 0     |
| Atlético Paranaense | 2014              | 35                  | 0                   | 2                | 0                | 8                           | 0                           | 1                  | 0                  | 46    | 0     |
| Atlético Paranaense | 2015              | 36                  | 0                   | 4                | 0                | 6                           | 0                           | 5                  | 0                  | 51    | 0     |
| Atlético Paranaense | 2016              | 30                  | 0                   | 8                | 0                | –                           | –                           | 20                 | 0                  | 58    | 0     |
| Atlético Paranaense | 2017              | 34                  | 0                   | 4                | 0                | 12                          | 0                           | 9                  | 0                  | 59    | 0     |
| Atlético Paranaense | Total             | 206                 | 0                   | 31               | 0                | 26                          | 0                           | 38                 | 0                  | 301   | 0     |
| Palmeiras           | 2018              | 23                  | 0                   | 4                | 0                | 6                           | 0                           | 4                  | 0                  | 37    | 0     |
| Palmeiras           | 2019              | 31                  | 0                   | 3                | 0                | 10                          | 0                           | 8                  | 0                  | 52    | 0     |
| Palmeiras           | 2020              | 30                  | 0                   | 7                | 0                | 13                          | 0                           | 20                 | 0                  | 70    | 0     |
| Palmeiras           | 2021              | 21                  | 0                   | 1                | 0                | 12                          | 0                           | 14                 | 0                  | 48    | 0     |
| Palmeiras           | 2022              | 34                  | 0                   | 3                | 0                | 12                          | 0                           | 11                 | 0                  | 60    | 0     |
| Palmeiras           | 2023              | 35                  | 0                   | 6                | 0                | 11                          | 0                           | 16                 | 0                  | 68    | 0     |
| Palmeiras           | 2024              | 0                   | 0                   | 0                | 0                | 0                           | 0                           | 0                  | 0                  | 0     | 0     |
| Palmeiras           | Total             | 173                 | 0                   | 24               | 0                | 64                          | 0                           | 73                 | 0                  | 334   | 0     |
| Total na carreira   | Total na carreira | 464                 | 0                   | 59               | 0                | 90                          | 0                           | 184                | 0                  | 797   | 0     |

- a. ^ Jogos da Copa do Brasil
- b. ^ Jogos da Copa Libertadores e Copa Sul-Americana
- c. ^ Jogos do Campeonato Paulista, Campeonato Paranaense, Primeira Liga,amistosos, Mundial de clubes, Recopa Sul-Americana e Supercopa do Brasil

### Seleção Brasileira
Expanda a caixa de informações para conferir todos os jogos deste jogador, pela Seleção Brasileira.
| 1.                                     | 4 de agosto de 2016   | Estádio Nacional, Brasília            | 0–0       | África do Sul | 0 | Jogos Olímpicos 2016               |
| 2.                                     | 7 de agosto de 2016   | Estádio Nacional, Brasília            | 0–0       | Iraque        | 0 | Jogos Olímpicos 2016               |
| 3.                                     | 10 de agosto de 2016  | Arena Fonte Nova, Salvador            | 4–0       | Dinamarca     | 0 | Jogos Olímpicos 2016               |
| 4.                                     | 13 de agosto de 2016  | Arena Corinthians, São Paulo          | 2–0       | Colômbia      | 0 | Jogos Olímpicos 2016               |
| 5.                                     | 17 de agosto de 2016  | Maracanã, Rio de Janeiro              | 6–0       | Honduras      | 0 | Jogos Olímpicos 2016               |
| 6.                                     | 20 de agosto de 2016  | Maracanã, Rio de Janeiro              | 1–1 (5–4) | Alemanha      | 1 | Jogos Olímpicos 2016               |
| 7.                                     | 25 de janeiro de 2017 | Estádio Nilton Santos, Rio de Janeiro | 1–0       | Colômbia      | 0 | Amistoso                           |
| 8.                                     | 9 de junho de 2017    | Melbourne Cricket Ground, Melbourne   | 0–1       | Argentina     | 1 | Amistoso                           |
| 9.                                     | 9 de outubro de 2020  | Neo Química Arena, São Paulo          | 5–0       | Bolívia       | 0 | Elimin. Copa do Mundo FIFA de 2022 |
| 10.                                    | 13 de outubro de 2020 | Estádio Nacional do Peru, Lima        | 4–2       | Peru          | 2 | Elimin. Copa do Mundo FIFA de 2022 |
| 11.                                    | 23 de junho de 2021   | Estádio Nilton Santos, Rio de Janeiro | 2–1       | Colômbia      | 1 | Copa América de 2021               |
| Legenda: Vitórias — Empates — Derrotas |                       |                                       |           |               |   |                                    |

## Títulos
Corinthians

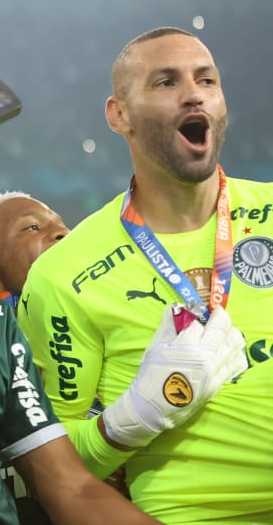
Weverton comemorando o título do Campeonato Paulista de Futebol de 2022

- Campeonato Brasileiro - Série B: 2008

Botafogo-SP
- Campeonato Paulista do Interior: 2010

Portuguesa
- Campeonato Brasileiro - Série B: 2011

Atlético Paranaense
- Marbella Cup: 2013
- Campeonato Paranaense: 2016

Palmeiras
- Campeonato Brasileiro: 2018, 2022 e 2023
- Campeonato Paulista: 2020, 2022, 2023[52] e 2024
- Copa Libertadores da América: 2020 e 2021
- Copa do Brasil: 2020
- Recopa Sul-Americana: 2022
- Supercopa do Brasil: 2023[53]

Seleção Brasileira
- Jogos Olímpicos: 2016[54]

## Prêmios individuais
- Troféu Armando Nogueira de Melhor Goleiro do Campeonato Brasileiro: 2015[55]
- Bola de Prata de Melhor Goleiro do Campeonato Brasileiro: 2018,[56] 2020[57] e 2023
- Troféu Mesa Redonda de Melhor Goleiro da Temporada no Futebol Brasileiro: 2019,[58] 2020[59] e 2021[60]
- Goleiro Menos Vazado do Campeonato Paulista: 2020[61]
- Melhor Goleiro da Copa Libertadores da América: 2020 e 2021
- Seleção da Copa Libertadores da América: 2020[62] e 2021[63]
- Seleção do Brasileirão: 2020,[64] 2021[65] e 2022
- Luva de Ouro de Melhor Goleiro da Copa do Brasil: 2020[66]
- Seleção da Final da Copa do Brasil de 2020[67]
- Seleção Ideal da América do Sul pelo Jornal El País: 2020,[68] 2021[69] e 2022[70]
- Melhor Goleiro Sul-Americano do Ano: 2020, 2021, 2022
- Seleção do Campeonato Paulista: 2021, 2022, 2023[71]
- Seleção do Ano da Conmebol pela IFFHS: 2021[72]
- Goleiro do Mês do Campeonato Brasileiro: junho de 2024, setembro de 2024,[73] abril de 2025[74]